# Лопатоглав градински червей
Лопатоглавите градински червеи (Bipalium kewense) са вид ресничести червеи от семейство Geoplanidae.
Таксонът е описан за пръв път от Хенри Нотидж Моузли през 1878 година.

## Подвидове
- Bipalium kewense viridis